# Holger Willmer
Holger Willmer est un footballeur ouest-allemand né le 25 septembre 1958 à Lübeck. Il évoluait au poste de défenseur.

## Biographie
Formé au VfB Lübeck, Holger Willmer devient joueur du 1. FC Cologne en 1977,,. 
Durant sa première saison en tant que professionnel, il réalise le doublé Coupe/Champion d'Allemagne de l'Ouest en 1977-78,.
Avec une autre Coupe d'Allemagne en 1983, il dispute une dernière saison avec le FC Cologne et rejoint le Bayern Munich en 1984,.
Durant son passage au Bayern, il remporte chaque année le Championnat en 1985, 1986 et 1987, réalisant à nouveau le doublé Coupe-Championnat en 1985,.
Lors de la campagne de Coupe des vainqueurs de coupe en 1985-1986, il dispute sept matchs dont la double confrontation en demi-finale contre Everton perdue 1-3.
En 1987, Willmer est transféré au Hanovre 96. Après deux dernières saisons à Hanovre, il raccroche les crampons,.
Holger Willmer joue au total 267 matchs en première division allemande pour 21 buts marqués. Au sein des compétitions européennes, il dispute neuf matchs de Coupe des clubs champions pour aucun but marqué, 11 matchs de Coupe des vainqueurs de coupe pour aucun but marqué, et enfin 13 matchs de Coupe UEFA pour aucun but marqué

## Palmarès
| 1. FC Cologne - Championnat d'Allemagne de l'Ouest (1) : - Champion : 1977-78. - Coupe d'Allemagne de l'Ouest (2) : - Vainqueur : 1977-78 et 1982-83. |  | Bayern Munich - Championnat d'Allemagne de l'Ouest (3) : - Champion : 1984-85, 1985-86 et 1986-87. - Coupe d'Allemagne de l'Ouest (1) : - Vainqueur : 1984-85. |